# Mateu Morey
Mateu Morey, född 2 mars 2000 i Petra, är en spansk fotbollsspelare som spelar för Mallorca.

## Karriär
Den 5 juli 2024 värvades Morey av Mallorca, där han skrev på ett ettårskontrakt.